# تپه گرگلان
تپه گرگلان مربوط به دوره ساسانیان است و در شهرستان دورود، بخش سیلاخور، دهستان سیلاخور، ۸۰۰ متری شمال روستای کاغه واقع شده و این اثر در تاریخ ۶ اسفند ۱۳۸۵ با شمارهٔ ثبت ۱۷۶۱۵ به‌عنوان یکی از آثار ملی ایران به ثبت رسیده است.